# Ernst Kein
Ernst Aloysius Kein (* 27. November 1928 in Wien; † 21. Jänner 1985 ebenda) war ein österreichischer Autor und Mundartdichter.

## Leben
Ernst Kein wurde gegen Kriegsende noch zur Fliegerabwehr eingezogen. Nach dem Krieg studierte er Theaterwissenschaft, Publizistik und Psychologie, brach das Studium  aber kurz vor Beendigung ab.
Er gehörte dem Kreis um die Jugendkulturzeitschrift Neue Wege an. Dieser löste sich aber 1951 auf. Im Jahr 1954 begann er mit der Dialektdichtung. Bekannt war er, wenn auch nicht namentlich, für seine Kolumnen, die er in der Kronen Zeitung unter den Titeln „weana schbrüch“, „Herr Strudl“ und „Herr Habe“ schrieb.
Als größte Auszeichnung erhielt Kein den Österreichischen Staatspreis für Literatur. Er wurde am Ottakringer Friedhof bestattet.
Im Jahr 2006 wurde in Wien-Floridsdorf (21. Bezirk) die Ernst-Kein-Gasse nach ihm benannt.

## Werke

### Romane und  Erzählungen
- Ausflug zur Grenze, Typoskript mit eigenhändigen Korrekturen
- Der Idealist, Manuskript und Typoskript
- Dialog, Manuskript
- Die Wiener (Aphorismen), Kopien mit handschriftlichen Bemerkungen
- Alltagsgeschichten, Bergland Verlag, Wien 1959
- Wiener Panoptikum, Typoskript bzw. Durchschlag
- Wiener Panoptikum - gedichta fon Ernst Kein. büda fon Jörg Hornberger, Verlag Jugend & Volk, Wien München 1970
- Wiener Grottenbahn, Typoskript bzw. Durchschlag
- Wiener Grottenbahn, Verlag Jugend & Volk, Wien München 1972, ISBN 978-3-811-36686-2
- Wirtshausgespräche, Manuskript
- Wiener Wirtshausgespräche, Typoskriptdurchschlag
- Wohnhaft in Wien, Manuskript-Fragment und Typoskriptdurchschlag mit handschriftlichen Bemerkungen
- Wohnhaft in Wien, Verlag Jugend & Volk, Wien München 1976, ISBN 978-3-714-16095-6
- Zwei Romanentwürfe: Der Wolf und die Herde, Roman eines Schauspielers
- Die Meute, Erzählungen, Otto Müller Verlag, 1961
- Die kleinen Freuden der Wiener, Verlag Jugend & Volk, Wien München 1983, ISBN 3-224-16607-X
- Kein Buch. Sprüche, Lieder und Geschichten von Ernst Aloysius Kein, Verlag Kremayr & Scheriau, Wien 1988, ISBN 3-218-00654-6
- Die Straße des Odysseus - Gesammelte hochsprachliche Lyrik aus dem Nachlass herausgegeben von Andreas Okopenko, J & V Edition Wien Dachs Verlag Edition Protokolle, Wien 1994, ISBN 3-224-16650-9

### Lyrik
- Das lehrreiche Aquarium, Typoskriptdurchschlag
- Das lehrreiche Aquarium, mit Illustrationen von Franz Hoffmann. Esslinger Verlag, Wien 1996, ISBN 978-3-244-20043-6
- 18 Wienerlieder, teilweise Handschriften
- Veränderungen, Typoskriptdurchschlag